# Vệ nữ Brassempouy

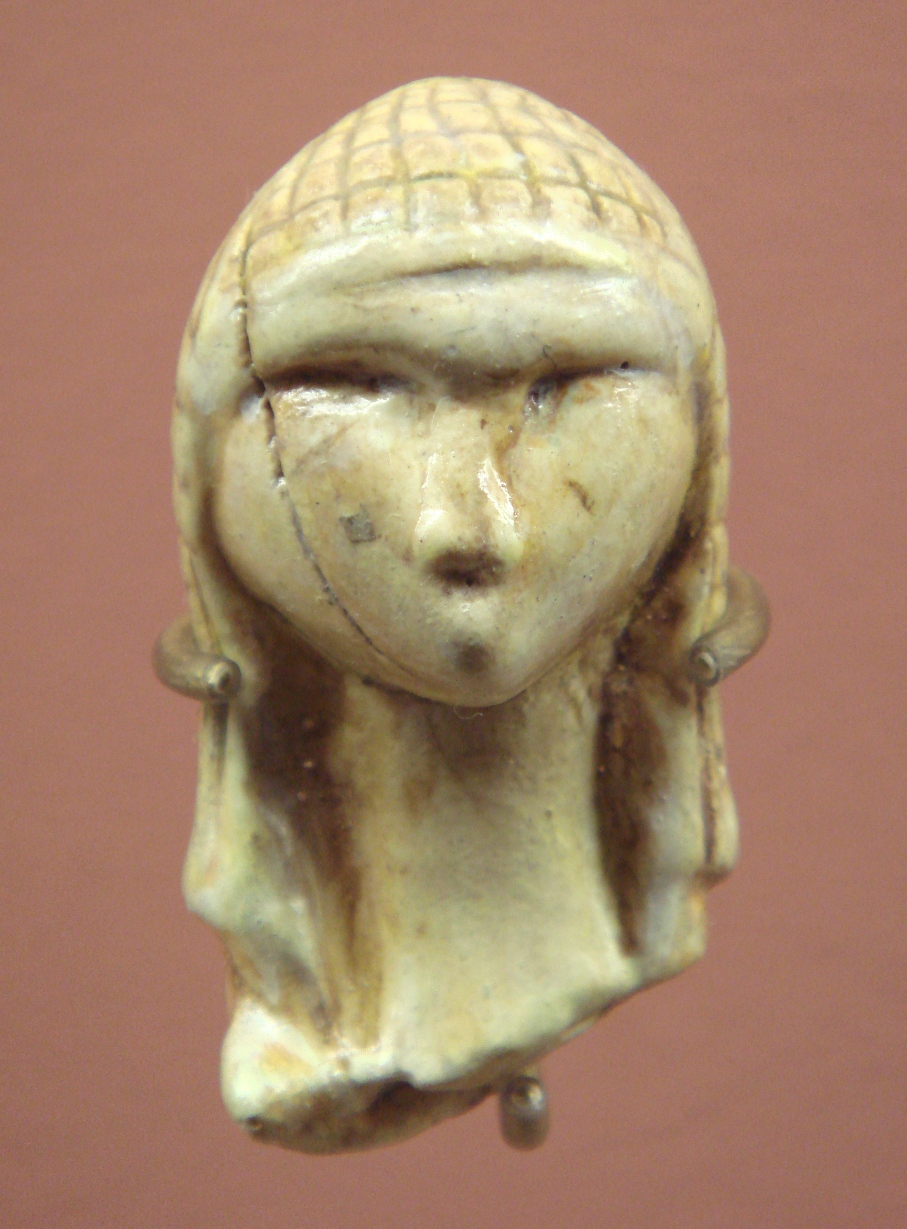
Pho tượng Vệ nữ Brassempouy (khoảng 25.000 năm trước đây

The Vệ nữ Brassempouy (tiếng Pháp: la Dame de Brassempouy, nghĩa là "Người phụ nữ ở Brassempouy", hay Dame à la Capuche, "Người phụ nữ với chiếc nón") là một hình nhân bằng ngà tạo ra trong thời đại đồ đá. Pho tượng được khám phá ra trong một căn hầm ở Brassempouy, Pháp in 1892. Được tạo ra vào khoảng 25.000 năm trước đây, nó là một trong những biểu hiện xưa nhất miêu tả gương mặt và kiểu tóc của con người.

## Miêu tả

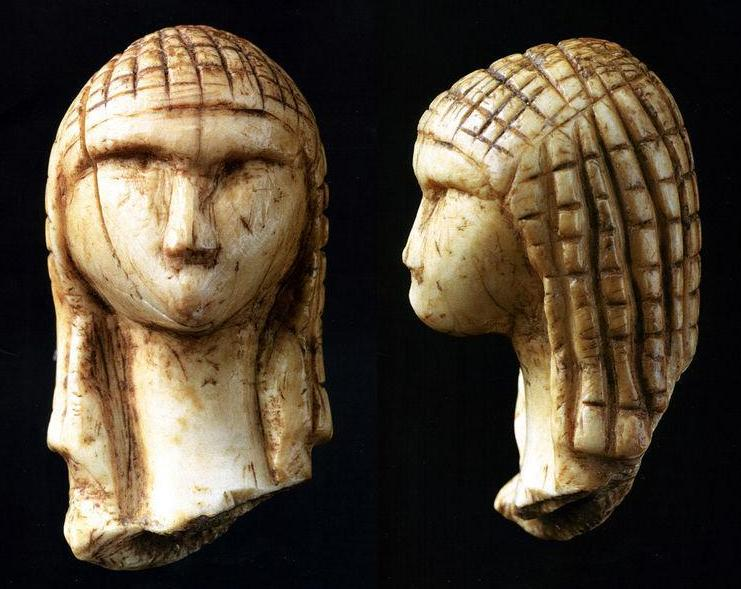
Mặt trước và mặt bên của pho tượng Vệ nữ Brassempouy.

Pho tượng được tạc ra từ ngà voi ma mút. Chiều cao là 3,65, chiều sâu 2,2 cm và chiều rộng là 1,9 cm. Gương mặt hình tam giác và có vẽ bình yên. Thấy hiện rõ lên trán, mũi và chân mày nhưng không thấy miêng. Trên đầu có đội một mảnh có hình bàn cờ, có thể đó là một mái tóc giả, một chiếc mũ hay đơn giản chỉ là một kiểu làm tóc.
Tuy rằng cách thể hiện có vẻ là thực tế nhưng tỷ lệ kích thước của đầu không giống như một chủng tộc nào trong quá khứ hay hiện tại. Tác giả Randall White ghi nhận là lúc đầu có nhiều câu hỏi về chủng tộc của pho tượng nhưng đã chuyển qua thành những quan tâm về khả năng sinh sản và giới tính.